# Stephan VI.

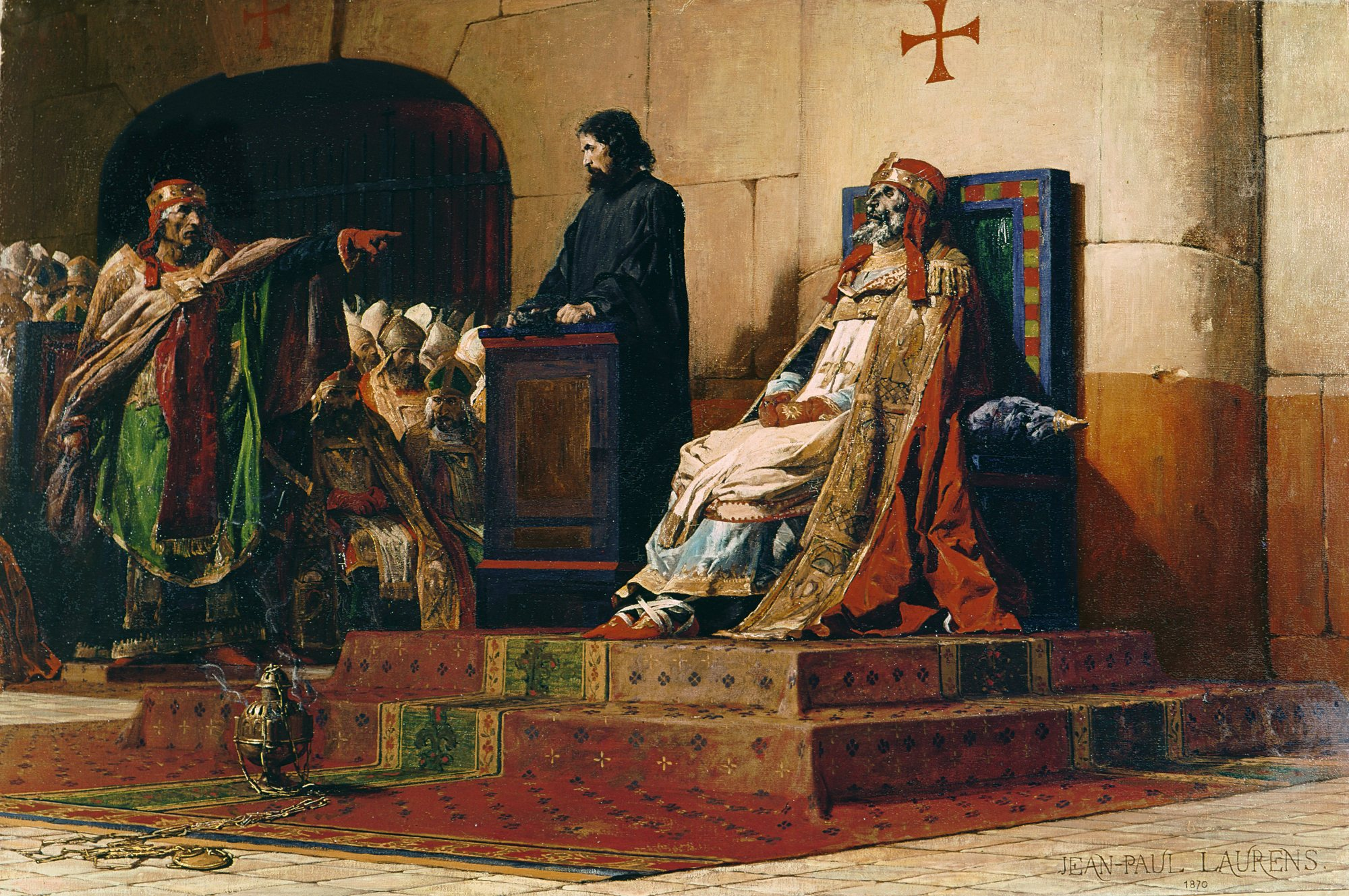
Papst Formosus und Stephan VI. Darstellung der Leichensynode in einem Gemälde von Jean-Paul Laurens (1870)

Stephan VI. (VII.) († 897) war Papst von Mai 896 bis Juli oder August 897.

## Wirken
Stephan VI. war zuvor Bischof von Anagni, zu dem ihn sein Vorgänger Formosus ernannt hatte. Er hatte Stephan auch zum Kardinal ernannt.
Stephans Vorgänger im Papstamt war Bonifatius VI., der eines natürlichen Todes starb. Die Umstände von Stephans Papstwahl sind unklar, jedoch wurde er von einer der mächtigen römischen Familien unterstützt, dem Haus Spoleto, das zu dieser Zeit mit anderen Familien um den Einfluss auf das Papsttum stritt.
Stephan ist vor allem bekannt durch den Prozess gegen Formosus, der als Leichensynode bekannt wurde und der ohne Zweifel auf Druck Spoletos zustande kam. Bei diesem Prozess im Januar 897 wurde Formosus’ verwesender Körper, der bereits seit mehr als 9 Monaten begraben war, exhumiert, vor Gericht gestellt und wegen Meineids und Usurpation verurteilt. Daraufhin wurde die Leiche in den Tiber geworfen. Anhänger des Formosus fischten den Leichnam jedoch heraus und begruben ihn heimlich, erst später wurde der Körper in sein Grab in St. Peter zurückgebracht.
Der Prozess löste einen Aufstand aus, der – obwohl die Anstifter Lambert von Spoleto und seine Mutter Ageltrude ihre Herrschaft über Rom zu Beginn des Jahres 897 wiederhergestellt hatten – damit endete, dass Stephan VI. eingekerkert und im folgenden Sommer stranguliert wurde. Sein Nachfolger wurde Romanus.

## Zählung
In einer alternativen Zählung wird der zum Papst gewählte, aber noch vor seiner Bischofsweihe verstorbene Priester Stephan (II.) als Papst anerkannt. In Folge werden alle weiteren Päpste dieses Namens mit einer höheren Nummer gezählt, also Stephan VI. als Stephan VII. – in Fachliteratur wird zur Vermeidung von Missverständnissen oft die Schreibweise Stephan VI. (VII.) verwendet.